# Kirche des Nazareners

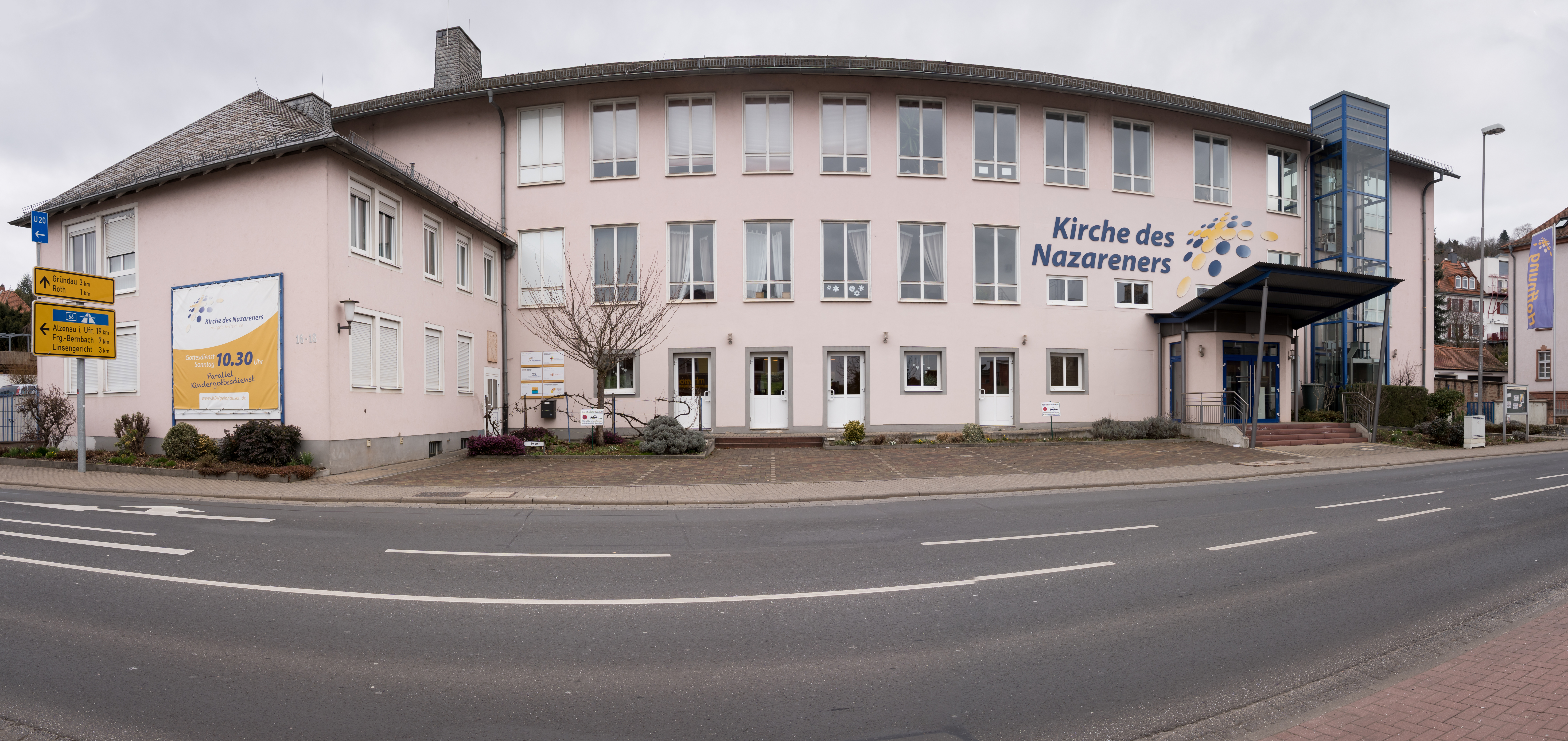
Kirche des Nazareners Gelnhausen und Bezirksverwaltung der Kirche des Nazareners Deutschland

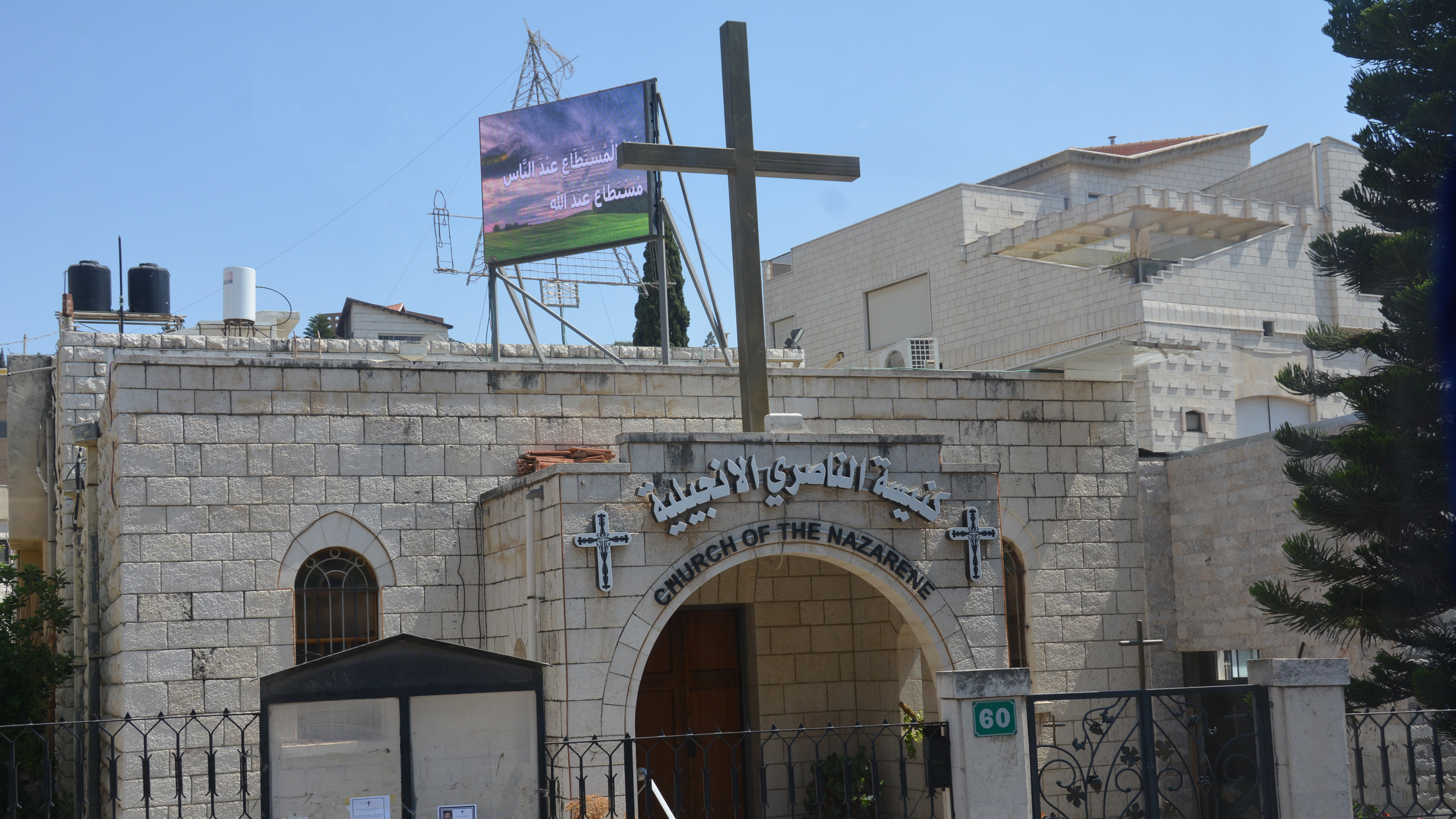
Kirche des Nazareners in Nazareth, Israel

Die Kirche des Nazareners (englisch Church of the Nazarene) ist eine evangelische Freikirche. Sie steht in methodistischer Tradition und ist der Heiligungsbewegung zuzurechnen. Ihre Gründung erfolgte 1908 in Pilot Point, Texas. Die Mitgliederzahl liegt inzwischen weltweit bei etwa 2,17 Millionen, verteilt auf über 150 Länder (Stand: Mai 2014).

## Geschichte
In den 90er Jahren des 19. Jahrhunderts trennten sich verschiedene Gruppen von der Bischöflichen Methodistenkirche in Los Angeles aus Protest gegen die ihrer Ansicht nach vernachlässigte Heiligungslehre. 1895 trat unter der Leitung von Phineas F. Bresee erstmals eine Gruppe auf, die sich Kirche des Nazareners nannte. Am 13. Oktober 1908 wurden mehrere Gruppen zur Pentecostal Church of the Nazarene (Pfingstlichen Kirche des Nazareners) zusammengefasst, was als Gründungsdatum der Kirche gilt. Am Weltkirchentag der Kirche des Nazareners 1919 wurde allerdings beschlossen, das Wort Pentecostal aus dem Namen zu streichen, um eine Verwechslung mit der Pfingstbewegung zu vermeiden.
Die erste Gemeinde in Deutschland wurde 1958 in Frankfurt am Main gegründet, 1962 wurde dort auch das erste Gemeindezentrum eingeweiht. In der Schweiz begann die Arbeit in den siebziger Jahren, 1987 wurde die Schweiz ein eigener Bezirk.
1993 wurde der deutsche Kirchenbezirk in Indianapolis von der Weltkirche anerkannt, da sie mindestens 20 Gemeinden, 20 als Älteste ordinierte Pastoren sowie mehr als 1.000 Kirchenglieder hatten, nebst finanzieller Unabhängigkeit von der Gesamtkirche.

## Verbreitung im deutschsprachigen Raum
In Deutschland gibt es 20 Gemeinden mit ca. 1100 Mitgliedern (2013), die in einem deutschen Bezirk zusammengefasst sind. In der Schweiz ist die Kirche durch zwei Gemeinden mit fünfzig Mitgliedern vertreten. Das European Nazarene College, eine von zwei theologischen Hochschulen der Kirche in Europa, führte bis 2011 Unterricht auf dem Campus in der deutschen Exklave Büsingen am Hochrhein durch. Im Zuge der Dezentralisierung der Schule wurden der Campus geschlossen und später die Liegenschaften verkauft. Die Verwaltung der Schule befindet sich seit 2015 in Linsengericht. Die theologische Ausbildung im deutschen Bezirk findet seit 2013 online und in deutscher Sprache statt. Das Regionalbüro für die Region Eurasien, welche ganz Europa, die Staaten der früheren Sowjetunion, Vorderasien und den indischen Subkontinent umfasst, ist allerdings weiter in Büsingen.

## Lehre
Die Theologie der Kirche des Nazareners entspricht in etwa der konservativen methodistischen Theologie. Stärker betont wird dabei die persönliche Heiligung, Diakonie und Mission.

## Gottesdienst und Praxis
In der Kirche des Nazareners herrscht liturgische Freiheit. Wie in evangelischen Kirchen üblich, steht im Allgemeinen die Predigt im Mittelpunkt des Gottesdienstes. Da es die Kirche des Nazareners in einer Vielzahl von Nationen und Kulturen gibt, kann Gottesdienstform und Liedgut zum Teil recht unterschiedlich sein. Einige Gemeinsamkeiten gibt es aber doch. So werden international viele Lieder gesungen, die von Charles Wesley oder Vertretern der Heiligungsbewegung geschrieben wurden. In Deutschland ist das Liedgut allerdings größtenteils zeitgenössisch und deckt sich grob mit dem anderer evangelischer Freikirchen.
In der Kirche des Nazareners gibt es, wie in den meisten anderen evangelischen Kirchen, zwei Sakramente: Taufe und Abendmahl.
Nach der Kirchenordnung der Kirche des Nazareners, dem Manual, ist sowohl die Kinder- als auch die Gläubigentaufe gestattet. In der Praxis findet meist nur die Gläubigentaufe statt, und Kinder werden stattdessen gesegnet. Anders als in vielen Kirchen und Gemeinden ist die Taufe nicht zwingend mit der Mitgliedschaft in der Kirche des Nazareners bzw. einer ihrer Gemeinden hergestellt. Vielmehr geschieht durch die Taufe eine Eingliederung in den weltweiten Leib Christi. Der Getaufte entscheidet selbst, welcher Denomination bzw. Gemeinde er einmal angehören will. 

## Aktivitäten
Die Nazarene World Mission Society ist weltweit in der Mission aktiv, die Nazarene Compassionate Ministries sind der soziale Bereich, der sowohl in der Katastrophenhilfe als auch im langfristigen Aufbau tätig ist.
Das weltweite Magazin der Kirche heißt Holiness Today.

## Organisation
Die Leitung der Gesamtkirche liegt bei sechs Generalsuperintendenten, die im Vierjahresrhythmus vom Weltkirchenrat gewählt oder bestätigt werden. Der Weltkirchenrat besteht aus Delegierten der Bezirkskirchentage.
Die örtlichen Pastoren und Prediger werden von ihrer jeweiligen Gemeinde eingesetzt. Voraussetzung ist, dass die Prediger zuvor auf einem Bezirkskirchentag ordiniert wurden oder ihnen dort ein Bezirkspredigerschein verliehen wurde. Die Frauenordination wird praktiziert. Die Ordinationen sind den Generalsuperintendenten, die die Bezirke regelmäßig besuchen, vorbehalten.
Das Manual, die Kirchenordnung, ist eine Sammlung theologischer und lebenspraktisch-ethischer Aussagen mit zum Teil kirchenrechtlicher Relevanz. Rulings, sogenannte Ausführungsbestimmungen, die nicht allgemein zugänglich sind, ergänzen das Manual. Das Manual kann auf Antrag zu den Weltkirchentagen in der Generalversammlung angepasst oder ergänzt werden. Die Deutungshoheit in Zweifelsfällen liegt zwischen den Weltkirchentagen ausschließlich bei den Generalsuperintendenten. 
Das in englischer Sprache abgefasste Manual spiegelt die Prägung der Kirche des Nazareners durch die hohe Präsenz im amerikanischen „Bible belt“ und die Geschichte der Kirche wider und ist häufiger Kritikpunkt bei Mitgliedern.

## Ökumene
Die Kirche des Nazareners gehört dem Weltrat methodistischer Kirchen an und nimmt so an dessen ökumenischen Dialogen teil. Sie ist zudem Mitglied der Vereinigung Evangelischer Freikirchen in Deutschland und seit 2018 Gastmitglied der Arbeitsgemeinschaft Christlicher Kirchen in Deutschland. Mitglieder der Kirche wirken in der Evangelischen Allianz mit. Ortsgemeinden der Kirche des Nazareners beteiligen sich an der Ökumene.

## Kontroversen
Nach Verständnis der Kirche des Nazareners erfolgt die Rechtfertigung durch den Glauben und nicht durch die Taufe. Deswegen ist die Taufe keine Zugangsvoraussetzung zum Abendmahl. Im ökumenischen Dialog mit den Landeskirchen ist dadurch der Eindruck entstanden, die Taufe trete hinter Bekehrung und Heiligung zurück. Ferner wird die Heiligungslehre von Außenstehenden zum Teil so verstanden, dass Christen der Heiligungsbewegung sich als „die wahren Christen“ sehen.  Nach Glaubensartikel XI der Kirche des Nazareners ist die Kirche allerdings definiert als „die Gemeinschaft, die Jesus Christus als Herrn bekennt“.  Nach diesem Verständnis umfasst die Kirche also mehr als nur die Anhänger der Heiligungsbewegung.

## Bekannte Mitglieder
- Larry Wall, US-amerikanischer Linguist und Erfinder der Programmiersprache Perl
- Wyclef Jean, US-amerikanischer Musiker
- David Eugene Edwards, US-amerikanischer Musiker
- Thomas Jay Oord, Theologe